# Дорнштетен
Дорнштетен (њем. Dornstetten) град је у њемачкој савезној држави Баден-Виртемберг. Једно је од 16 општинских средишта округа Фројденштат. Према процјени из 2010. у граду је живјело 8.045 становника. Посједује регионалну шифру (AGS) 8237019.

## Географски и демографски подаци
Дорнштетен се налази у савезној држави Баден-Виртемберг у округу Фројденштат. Град се налази на надморској висини од 561-741 метра. Површина општине износи 24,2 km². У самом граду је, према процјени из 2010. године, живјело 8.045 становника. Просјечна густина становништва износи 332 становника/km².

## Међународна сарадња
| Мјесто       | Држава    | Врста сарадње | Од    |
| ------------ | --------- | ------------- | ----- |
| Сеј сир Саон | Француска | партнерство   | 1969. |
| Извор        |           |               |       |